# Tatiana Danilova
Tatiana Danilova es una deportista soviética que compitió en remo. Ganó una medalla de oro en el Campeonato Mundial de Remo de 1981, en la prueba de cuatro scull con timonel.

## Palmarés internacional
| Campeonato Mundial | Campeonato Mundial | Campeonato Mundial | Campeonato Mundial       |
| Año                | Lugar              | Medalla            | Prueba                   |
| ------------------ | ------------------ | ------------------ | ------------------------ |
| 1981               | Múnich (RFA)       | Medalla de oro     | Cuatro scull con timonel |